# Innuendo (álbum)
Innuendo es el decimocuarto álbum de estudio de la banda de rock Queen, lanzado el 4 de febrero de 1991 por Parlophone en el Reino Unido y es el primer álbum de estudio de la banda lanzado por Hollywood Records en los Estados Unidos. Fue el último álbum que fue cantado e interpretado por Freddie Mercury antes de su muerte en noviembre de 1991 por complicaciones del Sida. Producido por David Richards el álbum alcanzó el puesto número 1 en las UK Singles Chart y permaneció en esa posición durante dos semanas, y también alcanzó el puesto número 1 en Italia, los Países Bajos, Alemania y Suiza, permaneciendo en el número 1 durante tres semanas, cuatro semanas, seis semanas y ocho semanas respectivamente. Fue el primer álbum de Queen en obtener la certificación de oro en los EE. UU. tras su lanzamiento desde The Works en 1984.
El álbum fue grabado entre marzo de 1989 y noviembre de 1990. Dos años antes de su grabación, Mercury había sido diagnosticado con SIDA, aunque mantuvo su enfermedad en secreto del público y negó numerosos informes de los medios de que estaba gravemente enfermo. La banda y los productores tenían como objetivo una fecha de lanzamiento en noviembre o diciembre para aprovechar el crucial mercado navideño, pero el deterioro de la salud de Mercury significó que el lanzamiento del álbum no tuvo lugar hasta febrero de 1991. Estilísticamente, Innuendo es, en cierto sentido, un regreso a las raíces de Queen, con su sonido de rock más duro, composición musical compleja —pista principal—, efectos psicodélicos —«I'm Going Slightly Mad»— y voces fuertes de Mercury que van tres octavas —F2-F5—. Nueve meses después del lanzamiento del álbum, Mercury murió de bronconeumonía derivada del SIDA.
La portada del álbum fue diseñada por Queen y Richard Gray. Los folletos y las portadas de los sencillos del álbum son de Grandville o están inspirados en sus ilustraciones. Innuendo fue votado como el 94.º mejor álbum de todos los tiempos en una encuesta nacional de la BBC de 2006.

## Trasfondo
The Miracle, lanzado en mayo de 1989, se convirtió en un éxito internacional, se vendió bien y se lanzaron sencillos exitosos; la excepción fue América, donde los lanzamientos del grupo no causaron revuelo durante años. Especialmente dado el gran éxito financiero y de audiencia del Magic Tour de 1986, fue extraño que este disco no fuera seguido por una gira de conciertos. Mercury justificó esto diciendo que ya no podría completar una gira agotadora a los cuarenta años: «No creo que una persona de cuarenta años deba estar corriendo por el escenario». De hecho, su salud deteriorada debido al SIDA fue un obstáculo. Negó su enfermedad al público hasta el día de su muerte, porque no quería que sus discos fueran comprados por simpatía. En la década de 1980, el cantante se convirtió en un tema frecuente de los tabloides con su estilo de vida desenfrenado. Nunca admitió públicamente su homosexualidad, pero hubo muchos artículos al respecto en la prensa sensacionalista, a menudo sugiriendo una conexión entre el comportamiento sexual irresponsable y la propagación de la enfermedad del SIDA. En 1987 conoció a Jim Hutton, con quien mantuvo una relación monógama hasta su muerte. Ya en 1986, de regreso de un viaje a Japón, se hizo un análisis de sangre —que luego fue volado por los periódicos— pero recién en 1987 se tuvo certeza de que tenía SIDA. En abril de 1987, le reveló esto a Hutton, solo al gerente Jim Beach y a su mejor amiga y expareja, Mary Austin.
La enfermedad pronto cambió visiblemente su apariencia, ya en 1987 aparecieron signos del sarcoma de Kaposi en su rostro, lo que lo obligó a explicarse con frecuencia. Siguiendo el consejo de Hutton, se dejó crecer la barba para cubrir las cicatrices. De repente se retiró de la vida social, no hubo más noches divertidas: el propio Mercury justificó esto con su seriedad, pero los periódicos constantemente insinuaban que estaba enfermo, y más de una vez se les preguntó a los otros miembros de la banda durante las entrevistas. Hay diferentes afirmaciones sobre cuándo descubrieron la verdad: según Jim Hutton, durante la grabación de Innuendo, según la biógrafa Laura Jackson, en enero de 1991, según otra información, en 1988. Pero Mercury no era el único con problemas. En ese momento, la relación de Deacon con su esposa se deterioró y estuvieron al borde del divorcio, y May luchó con una depresión severa desde 1986, que se vio agravada por la muerte de su padre, y el hecho de que se divorció de la madre de sus tres hijos en 1988, que también se informó regularmente en las revistas sensacionalistas.

## Grabaciones
La banda terminó de grabar The Miracle en enero de 1989. Mercury regresó a Londres para descansar, luego viajó a Mountain Studios en Montreux en marzo para grabar un par de ideas. En ese momento, ya estaba decidido a dedicar el resto de su tiempo a su pasatiempo favorito, tocar música. También le gustaba la ciudad, y en su condición desgastada podía apreciar cada vez más la atmósfera tranquila de la ciudad junto al lago, en comparación con la de la gran ciudad ocupada. Poco después se llevó a cabo una reunión de equipo en la misma montaña, donde Mercury les pidió a los demás que siguieran grabando, y aceptaron. The Miracle llegó a las tiendas en esta época. Todos llegaron al estudio sin tener idea de las posibles canciones: «Empezamos a trabajar en el disco hace unos nueve meses. Fuimos a Suiza, donde tenemos nuestro propio pequeño estudio, y trabajamos allí durante un par de semanas con el coproductor Dave Richards, solo para ver qué pasaba. Así es como solemos hacerlo. A menudo encontramos que es bueno jugar juntos sin tener ideas definidas al principio. Rara vez tenemos mucho material listo cuando vamos al estudio: tenemos ideas, pero no comienzan a tomar forma hasta que comenzamos a trabajar en ellas. Por lo general, solo tocamos durante dos o tres días, encontramos los sonidos y nos acostumbramos de nuevo. Simplemente grabamos todo lo que tocamos y, sobre todo, siempre encontramos pequeñas cosas en la grabación que son realmente buenas».
El trabajo de estudio resultó ser pausado, tuvieron que tener en cuenta la condición de Mercury: «Fuimos al estudio, trabajamos durante tres semanas, luego nos tomamos dos semanas de descanso», dijo Taylor más tarde. Mercury disfrutó de la grabación y quería hacer música todo el tiempo que pudiera. Por un lado, pudo trabajar en exceso por completo, trabajando hasta altas horas de la noche y, por otro lado, también hizo esfuerzos para prolongar su vida: trató de cumplir con las instrucciones del médico y dejar de fumar, incluso en el estudio. Pidió no fumar —según la versión destinada al público— por deseo de May, en parte debido a que su padre murió de cáncer de pulmón. Dado que la autoría de las canciones ya no se marcaba por separado, no hubo grandes disputas sobre las regalías, que antes habían amargado tanto el trabajo de estudio. Aunque la mayoría de las canciones aún provenían de las ideas de un miembro, trabajaron más libremente en las iniciativas de los demás y no armaron una canción durante las sesiones conjuntas. El título de la canción «Innuendo» fue un buen ejemplo de esto: según Richards, May, Taylor y Deacon estaban en el estudio «tocando una pista de improvisación, configurando el equipo como si estuvieran en un concierto, trayendo buenos ritmos, ritmos y acordes.  Mercury, al entrar en la sala de mezclas, escuchó esto y, en su éxtasis, inmediatamente se precipitó y se unió a la alegre música».

## Contenido

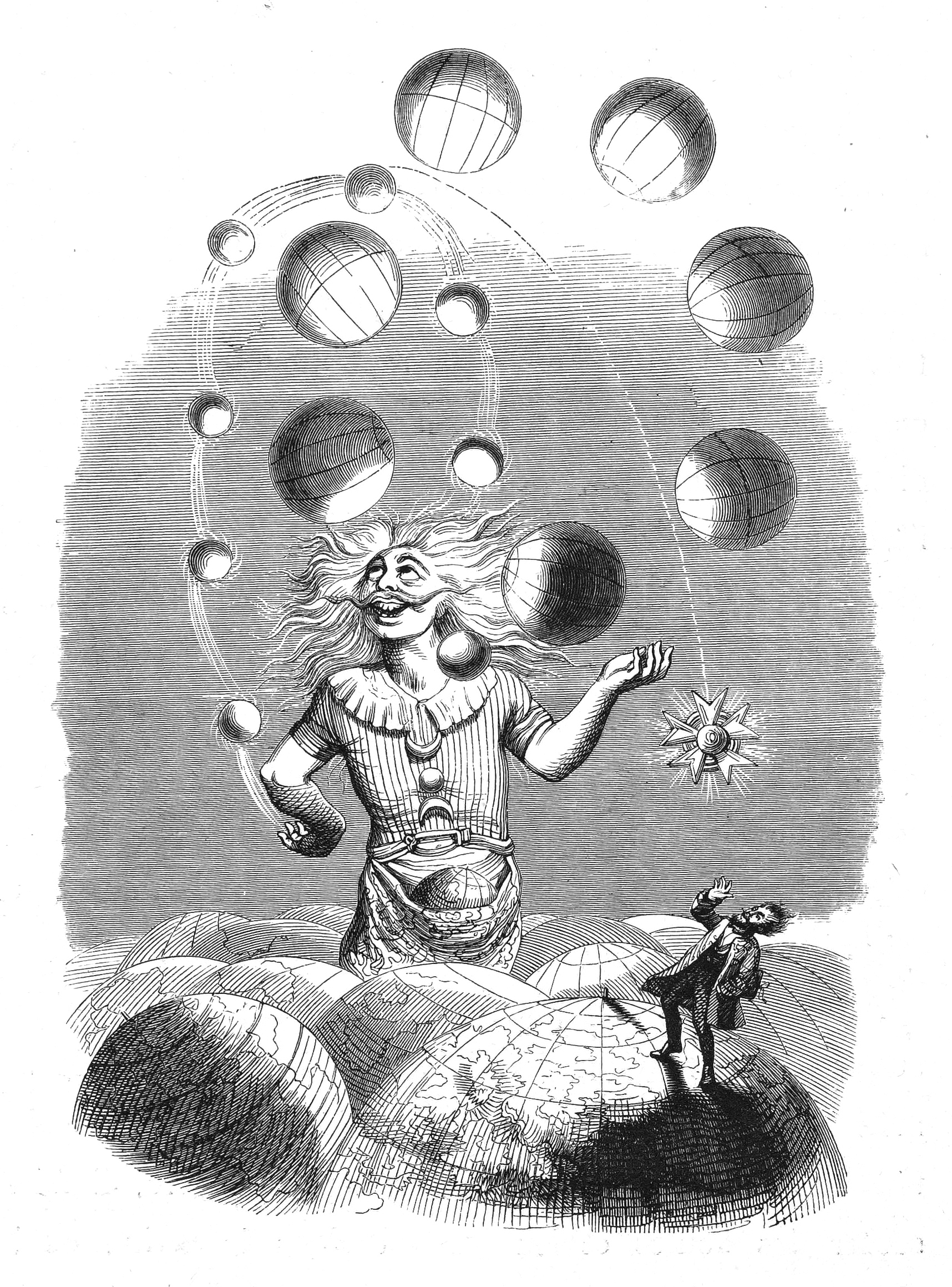
A Juggler of the Universe

### Portada
El arte de cubierta del álbum fue tomado de una ilustración del dibujante francés J. J. Grandville. La idea provino del baterista Roger Taylor, quien hojeando un libro de ilustraciones de Grandville encontró la obra A Juggler of the Universe, en donde se podía ver a un malabarista que jugaba con planetas y astros, mientras era observado a lo lejos por un hombre de traje. La banda aprobó la idea y se dispuso al artista Richard Gray para que reprodujera el dibujo. El resultado final fue el dibujo a colores.
En la misma dirección, se encargó a la artista Angela Lumley que hiciera ilustraciones alusivas a los miembros de la banda y las canciones del álbum, basadas todas en los trabajos de Grandville. De hecho las cubiertas de los sencillos del álbum fueron realizadas por Lumley.

## Lista de canciones
Todos los temas acreditados a Queen

| Lado uno |                          |                               |          |  |
| N.º      | Título                   | Escritor(es)                  | Duración |  |
| 1.       | «Innuendo»               | Roger Taylor, Freddie Mercury | 6:30     |  |
| 2.       | «I'm Going Slightly Mad» | Mercury                       | 4:23     |  |
| 3.       | «Headlong»               | Brian May                     | 4:40     |  |
| 4.       | «I Can't Live With You»  | May                           | 4:36     |  |
| 5.       | «Ride The Wild Wind»     | Taylor                        | 3:40     |  |

| Lado dos |                                   |                     |          |  |
| N.º      | Título                            | Escritor(es)        | Duración |  |
| 1.       | «All God's People»                | Mercury, Mike Moran | 4:19     |  |
| 2.       | «These Are The Days Of Our Lives» | Taylor              | 4:15     |  |
| 3.       | «Delilah»                         | Mercury             | 3:35     |  |
| 4.       | «Don't Try So Hard»               | John Deacon         | 3:39     |  |
| 5.       | «The Hitman»                      | May                 | 4:57     |  |
| 6.       | «Bijou»                           |                     | 3:37     |  |
| 7.       | «The Show Must Go On»             | May                 | 4:35     |  |

| Disc 2: Bonus EP (2011 Universal Music reissue) |                                                       |                 |          |  |
| N.º                                             | Título                                                | Escritor(es)    | Duración |  |
| 1.                                              | «I Can't Live With You» (1997 Rocks Retake)           | Brian May       | 4:47     |  |
| 2.                                              | «Lost Opportunity» (B-Side)                           | May             | 3:51     |  |
| 3.                                              | «Ride The Wild Wind» (Early Version With Guide Vocal) | Taylor          | 4:14     |  |
| 4.                                              | «I'm Going Slighty Mad» (Mad Mix)                     | Freddie Mercury | 4:35     |  |
| 5.                                              | «Headlong» (Embryo With Guide Vocal)                  | May             | 4:44     |  |

## LP 2015
Innuendo fue reeditado en vinilo el 25 de septiembre de 2015 por Virgin Group y Hollywood Records, junto con todos los demás álbumes de estudio de Queen. 
Esta fue la primera vez que el álbum se presentó en vinilo completo, repartido en 2 LP. Así como el LP original tenía una lista de canciones modificada, la versión 2 LP intercambió la ubicación de “I Can't Live With You” y “These Are the Days of Our Lives” para tener una cantidad de tiempo más igual en cada lado de vinilo.
| Lado uno |                                  |          |  |
| N.º      | Título                           | Duración |  |
| 1.       | «Innuendo»                       | 6:32     |  |
| 2.       | «I'm Going Slightly Mad» (Queen) | 4:22     |  |
| 3.       | «Headlong»                       | 4:38     |  |

| lado dos |                                   |          |  |
| N.º      | Título                            | Duración |  |
| 1.       | «These Are the Days of Our Lives» | 4:13     |  |
| 2.       | «Don't Try So Hard»               | 3:39     |  |
| 3.       | «Ride the Wild Wind»              | 4:42     |  |

| lado tres |                                   |          |  |
| N.º       | Título                            | Duración |  |
| 1.        | «All God's People» (Queen, Moran) | 4:19     |  |
| 2.        | «I Can't Live with You»           | 4:33     |  |
| 3.        | «Delilah»                         | 3:32     |  |

| lado cuatro |                       |          |  |
| N.º         | Título                | Duración |  |
| 1.          | «The Hitman»          | 4:56     |  |
| 2.          | «Bijou»               | 3:37     |  |
| 3.          | «The Show Must Go On» | 4:31     |  |

## Personal

### Músicos
- Freddie Mercury - voz principal, teclados (canciones 1, 2, 4, 6-9), piano (canción 7)
- Brian May - guitarra eléctrica; guitarra acústica (canción 1), coros (canciones 3, 4, 7, 8, 10 y 12), teclados (canciones 3, 4 y 12), piano (canción 3)
- John Deacon - bajo eléctrico (canciones 1-10 y 12), teclados (canción 10)
- Roger Taylor - batería (canciones 1-10 y 12), coros (canciones 3, 4, 7, 8, 10 y 12), segunda voz (canción 6), percusión (canciones 2, 5, 7 y 8), maracas (canción 2)

### Músicos adicionales
- Steve Howe - guitarra acústica addicional (canción 1)
- David Richards - programación; teclados (canción 8)